# Нижников, Николай Елисеевич
Николай Елисеевич Нижников (25 декабря 1926, с. Михайловка, Кокчетавский уезд, Акмолинская губерния, Казакская АССР, РСФСР, СССР — 2006, Кокшетау, Казахстан) — советский хозяйственный, государственный и политический деятель. Герой Социалистического Труда (1981).

## Биография
Родился 25 декабря 1926 года в селе Михайловка Кокчетавского уезда Акмолинской губернии (ныне — Сандыктауский район, Акмолинская область, Казахстан). Член КПСС с 1945 года.
Подростком начал трудиться в колхозе имени Будённого Арыкбалыкского района.
Участник Великой Отечественной войны с января 1944 года.
С июня 1945 года — инструктор военного обучения, а с августа 1946 года — председатель Арыкбалыкского районного совета ОСОАВИАХИМа.
С августа 1950 г. по октябрь 1952 г. — ответственный секретарь исполкома Арыкбалыкского райисполкома, с октября 1952 г. по август 1954 г. — заведующий отделом партийных, профсоюзных и комсомольских организаций Арыкбалыкского райкома партии.
В августе 1954 г. — августе 1956 г. — секретарь Красноармейского райкома Компартии Казахстана по зоне Октябрьской машинно-тракторной станции.
В 1956—1960 гг. обучался в Алма-Атинской высшей партийной школе. Также в 1960 году заочно окончил Талгарский сельскохозяйственный техникум, квалификация — младший агроном.
С июля 1960 года — инструктор отдела партийных органов Кокчетавского обкома КП Казахстана.
С апреля 1961 по 1963 гг. — председатель исполкома Чистопольского районного Совета депутатов трудящихся, в дальнейшем — заместитель секретаря — заведующий организационным отделом парткома Чистопольского производственного управления (1963—1965), второй секретарь Чистопольского райкома КП Казахстана (1965—1966).
С января 1967 г. — первый секретарь Арыкбалыкского райкома КП Казахстана. Указом Президиума Верховного Совета СССР от 19 февраля 1981 года присвоено звание Героя Социалистического Труда с вручением ордена Ленина и золотой медали «Серп и Молот».
В 1983 году избран председателем партийной комиссии при Кокчетавском обкоме Компартии Казахстана.
С 1987 года — на пенсии, персональный пенсионер союзного значения. Жил в Кокчетаве, с 1997 года — глава Кокшетауского областного совета-филиала общественной организации «Организация ветеранов Республики Казахстан».
Умер 24 февраля 2006 года в Кокшетау.